# Портерс-Нек (Північна Кароліна)
Портерс-Нек (англ. Porters Neck) — переписна місцевість (CDP) в США, в окрузі Нью-Гановер штату Північна Кароліна. Населення — 7397 осіб (2020).

## Географія
Портерс-Нек розташований за координатами 34°17′36″ пн. ш. 77°46′14″ зх. д. / 34.29333° пн. ш. 77.77056° зх. д. (34.293204, -77.770617).  За даними Бюро перепису населення США в 2010 році переписна місцевість мала площу 14,78 км², з яких 13,90 км² — суходіл та 0,89 км² — водойми.

## Демографія
Згідно з переписом 2010 року, у переписній місцевості мешкали 6204 особи в 2512 домогосподарствах у складі 1837 родин. Густота населення становила 420 осіб/км².  Було 2780 помешкань (188/км²).
Расовий склад населення:
| - 92,1 % — білих - 3,9 % — чорних або афроамериканців - 2,0 % — азіатів - 0,2 % — корінних американців |

До двох чи більше рас належало 1,3 %. Частка іспаномовних становила 2,2 % від усіх жителів.
За віковим діапазоном населення розподілялося таким чином: 19,9 % — особи молодші 18 років, 52,0 % — особи у віці 18—64 років, 28,1 % — особи у віці 65 років та старші. Медіана віку мешканця становила 49,1 року. На 100 осіб жіночої статі у переписній місцевості припадало 90,0 чоловіків;  на 100 жінок у віці від 18 років та старших — 86,1 чоловіків також старших 18 років.
Середній дохід на одне домашнє господарство  становив 121 320 доларів США (медіана — 104 110), а середній дохід на одну сім'ю — 139 015 доларів (медіана — 119 306). Медіана доходів становила 73 472 долари для чоловіків та 57 176 доларів для жінок. За межею бідності перебувало 6,3 % осіб, у тому числі 3,9 % дітей у віці до 18 років та 11,1 % осіб у віці 65 років та старших.
Цивільне працевлаштоване населення становило 2455 осіб. Основні галузі зайнятості: освіта, охорона здоров'я та соціальна допомога — 21,4 %, фінанси, страхування та нерухомість — 19,6 %, виробництво — 12,8 %, оптова торгівля — 11,3 %.